# Satsuma Kaidō
Pour les articles homonymes, voir Satsuma.

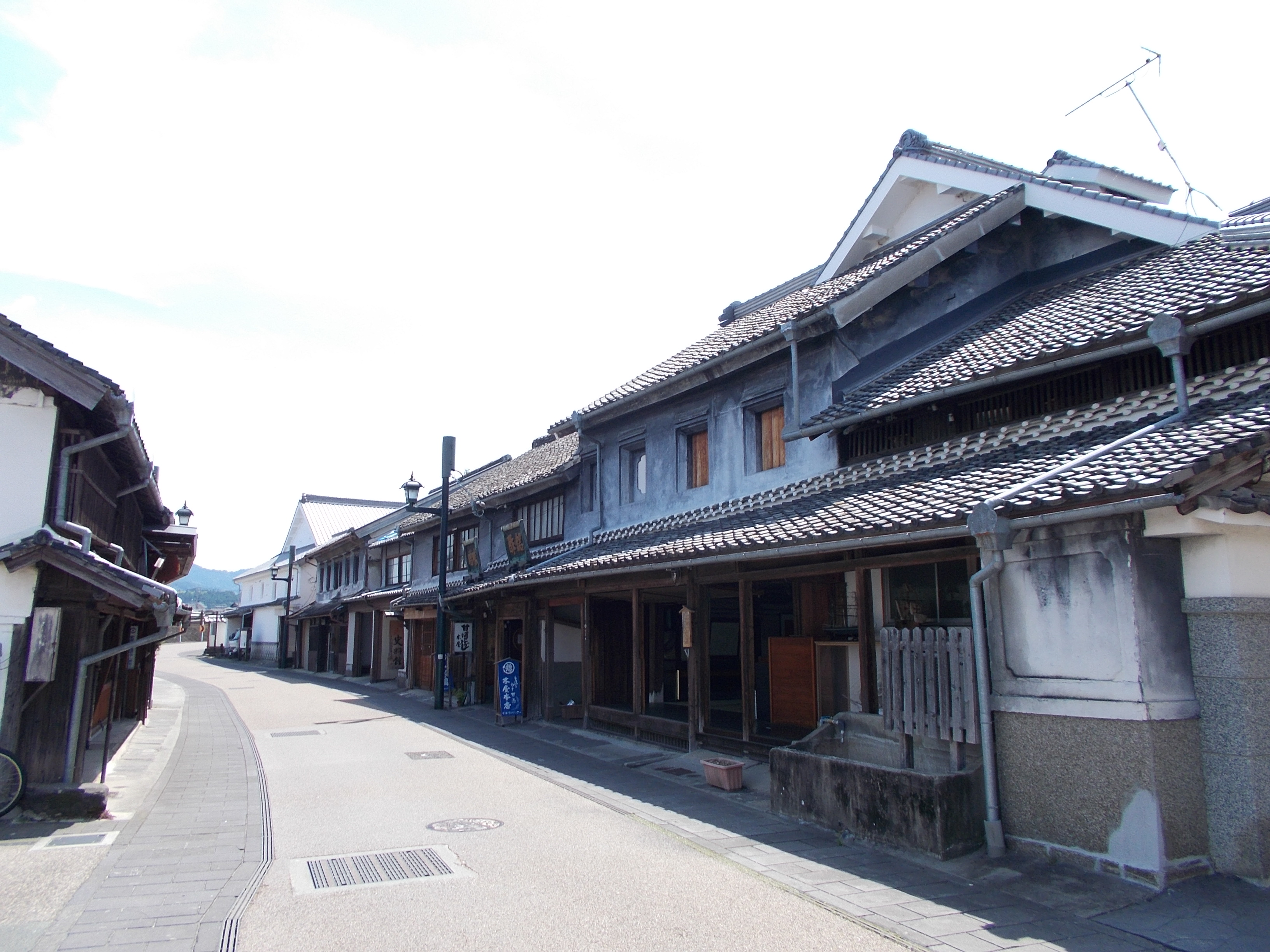
Yamaga-shuku à Yamaga

Le Satsuma Kaidō (薩摩街道) était une route de Kyūshū qui allait de Chikushino à Kagoshima. Elle servait au daimyo pour le sankin kotai ainsi que le clan Shimazu auquel étaient imposée la même obligation de rendre visite au shogun.

## Routes secondaires

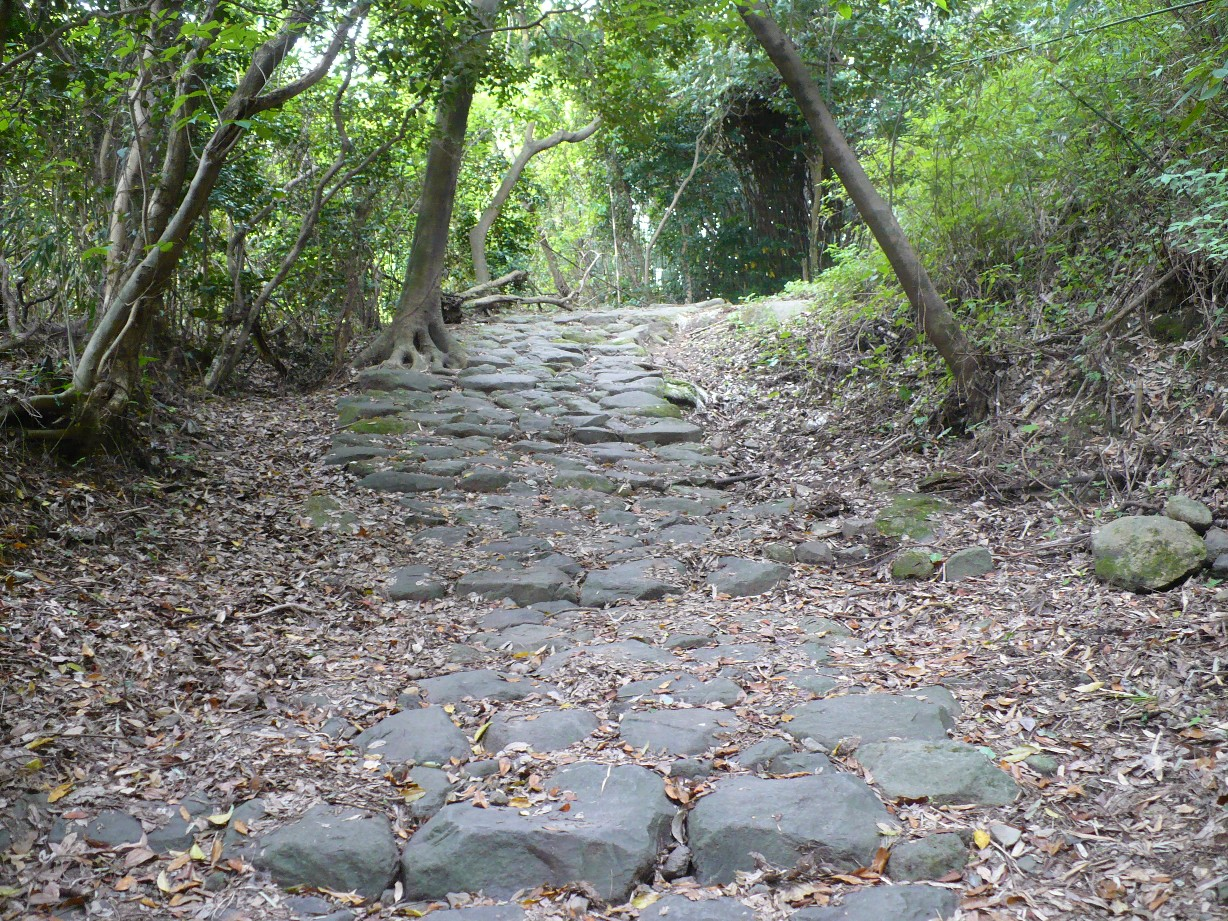
Le Ōkuchisuji à Aira

En plus du trajet habituel pour se rendre de Edo (Tokyo moderne) dans la province de Satsuma, il y avait aussi beaucoup de routes qui provenaient du Satsuma Kaidō. Une de ces routes secondaires était le Ōkuchisuji (大口筋), qui reliait la province de Satsuma à Isa. Une autre route était le Takaokasuji (高岡筋) reliait Aira à Château de Sadowara (en), Miyazaki.

## Stations du Satsuma kaidō
Les 23 shukuba du Satsuma Kaidō sont données ci-dessous avec le nom des municipalités modernes.

### Préfecture de Fukuoka
Point de départ : Yamae-shuku (山家宿) (Chikushino)(en commun avec le Nagasaki Kaidō)
1. Matsuzaki-shuku (松崎宿) (Ogōri)
2. Fuchu-shuku (府中宿) (Kurume)
3. Hainuzuka-shuku (羽犬塚宿) (Chikugo)
4. Setaka-shuku (瀬高宿) (Miyama)
5. Haramachi-shuku (原町宿) (Miyama)

### Préfecture de Kumamoto
6. Nankan-shuku (南関宿) (Nankan, district de Tamana)
7. Yamaga-shuku (山鹿宿) (Yamaga)
8. Mitorishinmachi-shuku (味取新町宿) (Kumamoto)
9. Kumamoto-shuku (熊本宿) (Kumamoto)
10. Kawashiri-shuku (河尻宿) (Kumamoto)
11. Uto-shuku (宇土宿) (Uto)
12. Ogawa-shuku (小川宿) (Uki)
13. Yatsushiro-shuku (八代宿) (Yatsushiro)
14. Hinagu-shuku (日奈久宿) (Yatsushiro)
15. Sashiki-shuku (佐敷宿)  (Ashikita, district d'Ashikita)
16. Chinmachi-shuku (陳町宿)  (Minamata)

### Préfecture de Kagoshima
17. Izumi-shuku (出水宿) (Izumi)
18. Akune-shuku (阿久根宿) (Akune)
19. Mukōda-shuku (向田宿) (Satsumasendai)
20. Kushikino-shuku (串木野宿) (Ichikikushikino)
21. Ishiki-shuku (市来宿) (Ichikikushikino)
22. Ijūin-shuku (伊集院宿) (Hioki)
23. Kagoshima-shuku (鹿児島宿) (Kagoshima)
Point d'arrivée : Château de Kagoshima (Kagoshima)